# Ernesto Tisdel Lefevre
Ernesto Tisdel Lefevre, né le 11 juillet 1876 et mort le 19 avril 1922, est un homme politique panaméen. Il est président du Panama du 30 janvier au 1er octobre 1920.